# 茨城県立石岡第一高等学校

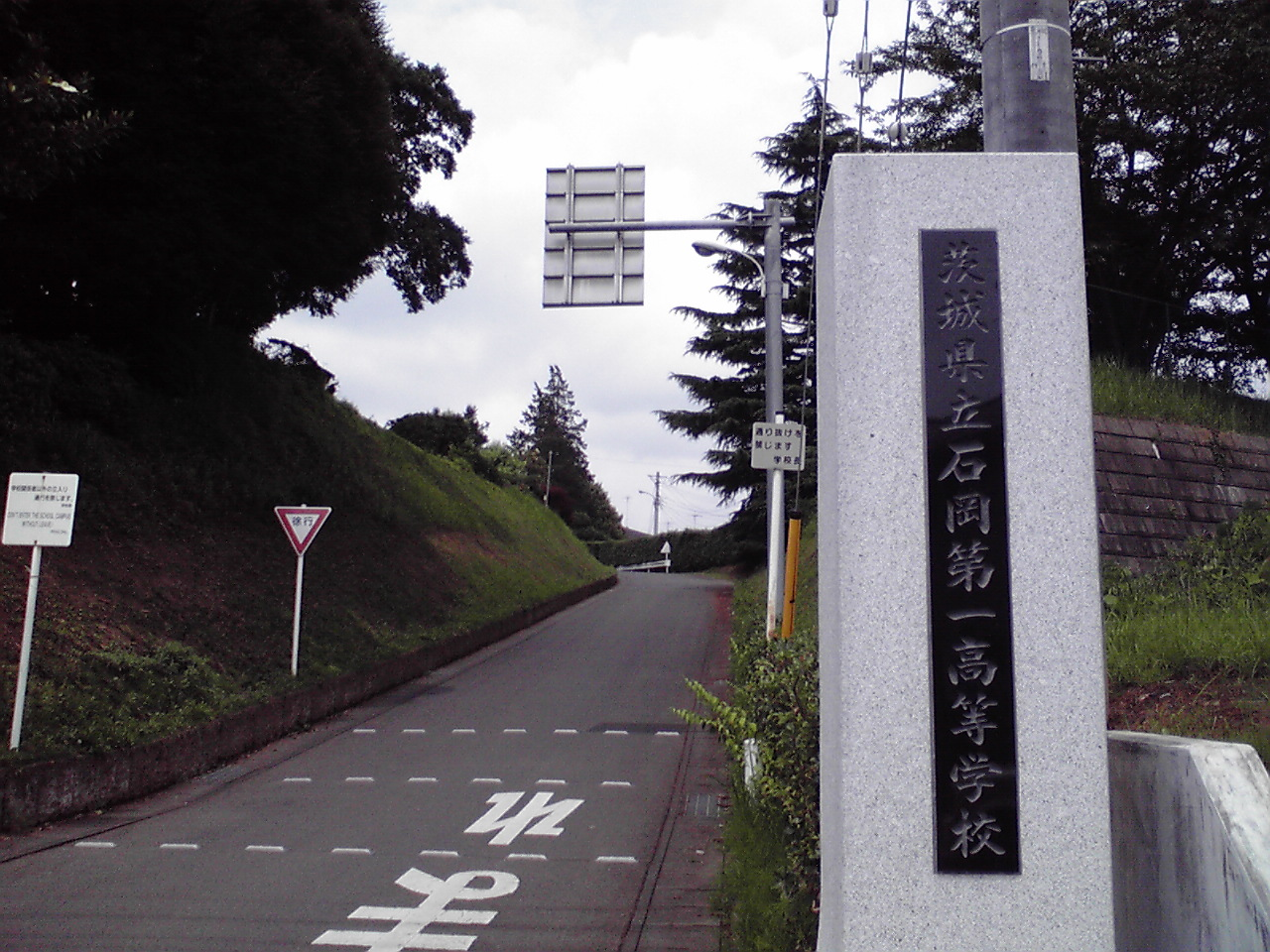
校門

茨城県立石岡第一高等学校（いばらきけんりつ いしおかだいいちこうとうがっこう）は、茨城県石岡市石岡一丁目に所在する公立の高等学校。

## 概要
2007年4月9日に、茨城県立八郷高等学校と統合され、名称はそのまま新校「茨城県立石岡第一高等学校」に移行した。制服は改訂されたが、校歌・校舎は旧・石岡一高のものが存続した。
校訓は「誠実・自治・博愛」。開校当初の校訓は「忠実・勤労・奉公」であった。昭和初期には商業科設置の運動もあったが、実現しなかった。
1980年代初頭には男子1098人・女子88人と圧倒的に男子が多かった が、2011年（平成23年）には男子535人・女子490人と女子の比率が増加した。

### 設置学科
- 全日制課程
  - 普通科
  - 園芸科
  - 造園科
- 定時制課程
  - 普通科

## 沿革
- 1910年（明治43年）
  - 3月14日 - 文部省告示により、実業学校乙種程度の茨城県新治郡立農学校として開校[5]。
  - 4月16日 - 石岡高等小学校の校舎にて第1回入学式を挙行[5]。入学者は1年生105人、特別編入の2年生56人であった[5]。
- 1912年（明治45年）3月26日 - 第1回卒業式兼記念農園除幕式を挙行[6]。
- 1920年（大正9年）11月 - 新治郡会において校舎の新築移転が満場一致で決議される[7]。
- 1922年（大正11年）
  - 4月 - 山王台の現在地に移転する[7]。
  - 11月27日 - 新校舎落成式と新治大共進会展覧会を催行[7]。
- 1923年（大正12年）3月17日 - 茨城県立に移管、茨城県立石岡農学校に改称[7]。この年から実業学校甲種に昇格[7]。
- 1938年（昭和13年） - ロベリアソウの栽培を開始[3]。ロベリアソウは薬品・ロベリンの原料として当時日本国内の需要が高かった[3]。
- 1943年（昭和18年）
  - 9月 - 2年生が行方郡延方村徳島（現：潮来市徳島）へ10日間の授農作業に派遣される[8]。
  - 11月 - 生徒全員が久慈郡染和田村（現：常陸太田市内）に派遣され、道路建設工事に従事する[8]。
- 1944年（昭和19年） - 夏に北海道へ派遣され、羊蹄山麓などで畑作に従事する[8]。校舎の大半は大日本帝国海軍に接収される[8]。
- 1948年（昭和23年）4月1日 - 茨城県立石岡高等学校に改称、普通科を設置[9]。
- 1949年（昭和24年）4月1日 - 茨城県立石岡第一高等学校に改称、定時制課程を設置[9]。
- 1964年（昭和39年）
  - 4月1日 - 新設された茨城県立石岡商業高等学校に5教室を貸与[10]。
  - 7月6日 - 石岡商業高校が現在地に移転[10]。
- 1979年（昭和54年） - 創立70周年記念として校舎本館・特別教室・格技場・宿泊研修施設を整備[1]。
- 2007年（平成19年）4月 - 茨城県立八郷高等学校を統合。
- 2019年（平成31年）3月 - 野球部が第91回選抜高等学校野球大会に「21世紀枠」として初出場。[11]

### 開校の経緯
明治末期の新治郡石岡町は、茨城県内では県庁所在地の水戸市に次いで人口が多く、産業都市として発展していた。こうした背景から土浦町にあった新治郡役所の改築が取り沙汰されると、郡役所を石岡町に移転させようとする運動が起こり、石岡町民と土浦町民の間で対立が生じた。これを受け、新しく郡長に就任した和知忠順は対立を収めるため、郡役所をそのまま土浦に置く代わりとして郡立の農学校を石岡に開設することを提案した。石岡・土浦の両町はこの提案を受諾し、開校に至った。
開校当時の校長によれば、茨城県新治郡立農学校の教育方針は、「郡内の中流農民の育成」であったという。当時は水田・畑・桑畑を耕作するとともにニワトリ・ブタ・ヒツジを飼育していた。

## 部活動
| 運動部 - 陸上部 - ウェイトリフティング部 - 弓道部 - 剣道部 - サッカー部 - 柔道部 - ソフトテニス部 - 卓球部 - バスケットボール部 - バドミントン部 - バレーボール部 - ハンドボール部 - 野球部 - ダンス部 | 文化部 - 園芸部 - 演劇部 - 音楽部 - 茶華道部 - JRC部 - 自動車部 - 写真部 - 将棋部 - 測量部 - 美術部 - 文芸部 |

## 交通
茨城県では最も鉄道駅に近い高等学校である。
- JR常磐線石岡駅東口より徒歩約5分（約400m）。
- 常磐自動車道千代田石岡インターチェンジより国道6号経由、自動車で約10分（約5km）。

## 周辺
- ピアシティ石岡
- 石岡郵便局
- 石岡市消防本部
- 石岡市役所

## 著名な出身者
- 坪井透 -元 かすみがうら市長
- 滝平二郎 - 切り絵作家
- 坂本俊彦 - 元行方市長
- 谷島洋司 - 石岡市長
- 久保田健一郎 - 元石岡市長
- 桜井青 - ミュージシャン（cali≠gari）、デザイナー